# Blackthorn (Oxfordshire)
Blackthorn is een civil parish in het bestuurlijke gebied Cherwell, in het Engelse graafschap Oxfordshire met 317 inwoners.